# Ministre de l'Emploi et des Familles
Le ministre de l'Emploi et des Familles (en anglais : minister of Jobs and Families) est un ministre de la Couronne siégeant au cabinet du Canada, qui est chargé de superviser le ministère de l'Emploi et du Développement social (EDSC). 
Le poste a été créé le 14 mars 2025 lors de la constitution du 30e conseil des ministres. Il regroupe en un seul poste tous les postes ministériels associés à EDSC dans le cabinet précédent soit :
- Le poste de ministre de l'Emploi, du Développement de la main-d'œuvre et du Travail ;
- Le poste de ministre de la Famille, des Enfants et du Développement social ;
- Le poste de ministre des Aînés ;
- Le poste de ministre des Services aux citoyens ;
- Et finalement le poste de ministre de la Diversité, de l'Inclusion et des Personnes en situation de handicap.

L'actuel ministre de l'Emploi et de la Famille est Patty Hajdu.

## Liste des titulaires
| Titulaire Parti | Titulaire Parti | Titulaire Parti          | Début        | Fin         | Cabinet      |
| --------------- | --------------- | ------------------------ | ------------ | ----------- | ------------ |
|                 |                 | Steven MacKinnon Libéral | 14 mars 2025 | 13 mai 2025 | 30e (Carney) |
|                 |                 | Patty Hajdu Libéral      | 13 mai 2025  | En fonction | 30e (Carney) |